# Hédi Mabrouk
Hédi Mabrouk, né le 7 avril 1921 à Monastir et mort le 15 juin 2000 à Sidi Bou Saïd, est un diplomate et homme politique tunisien.
Ambassadeur de Tunisie en France entre 1973 et 1986, il est le dernier ministre des Affaires étrangères du président Habib Bourguiba, entre 1986 et 1987.

## Biographie
Originaire de Monastir comme le leader nationaliste et futur président de la République, Habib Bourguiba, il intègre l'administration publique en 1939, sous le protectorat français, puis est nommé chef de cabinet du ministre de l'Agriculture dans le gouvernement de M'hamed Chenik.
Une fois l'indépendance de la Tunisie obtenue en 1956, il est nommé gouverneur, successivement à Sbeïtla (1956), Gafsa (1958) et Le Kef (1960), puis assure de 1962 à 1966 la fonction de PDG de la Compagnie tunisienne de navigation.
Il est nommé le 1er décembre 1973 comme ambassadeur de Tunisie en France, poste qu'il occupe jusqu'en 1986, ce qui lui confère le second record de longévité à un tel poste après Moussa Rouissi. Le 15 septembre 1986, il est nommé ministre des Affaires étrangères en remplacement de Béji Caïd Essebsi.
À l'issue du coup d'État du 7 novembre 1987, il est évincé du gouvernement, alors qu'il représente son pays à un sommet organisé à Amman.
Il meurt le 15 juin 2000, deux mois après l'ancien président Bourguiba.

## Ouvrages
En 2012, ses mémoires sont publiés, avec une préface de Chedli Klibi,.
- Feuilles d'automne (préf. Chedli Klibi), Tunis, Sud Éditions, 2012, 175 p. (ISBN 978-9-938-01061-9).